# کینگزبری (هتل)

کینگزبری (انگلیسی: The Kingsbury) (سابقاً هتل کانتیننتال سیلان کلمبو و هتل اینتر-کانتیننتال سیلان) یک هتل نه طبقه ای که در شماره ۴۸ جانادیپاتی در مرکز شهر کلمبو، سری‌لانکا واقع شده است. این هتل یکی از مکان هایی بود که بمب‌گذاری‌های ۲۰۱۹ روز عید پاک در آن به وقوع پیوست.